# Moeck Musikinstrumente + Verlag

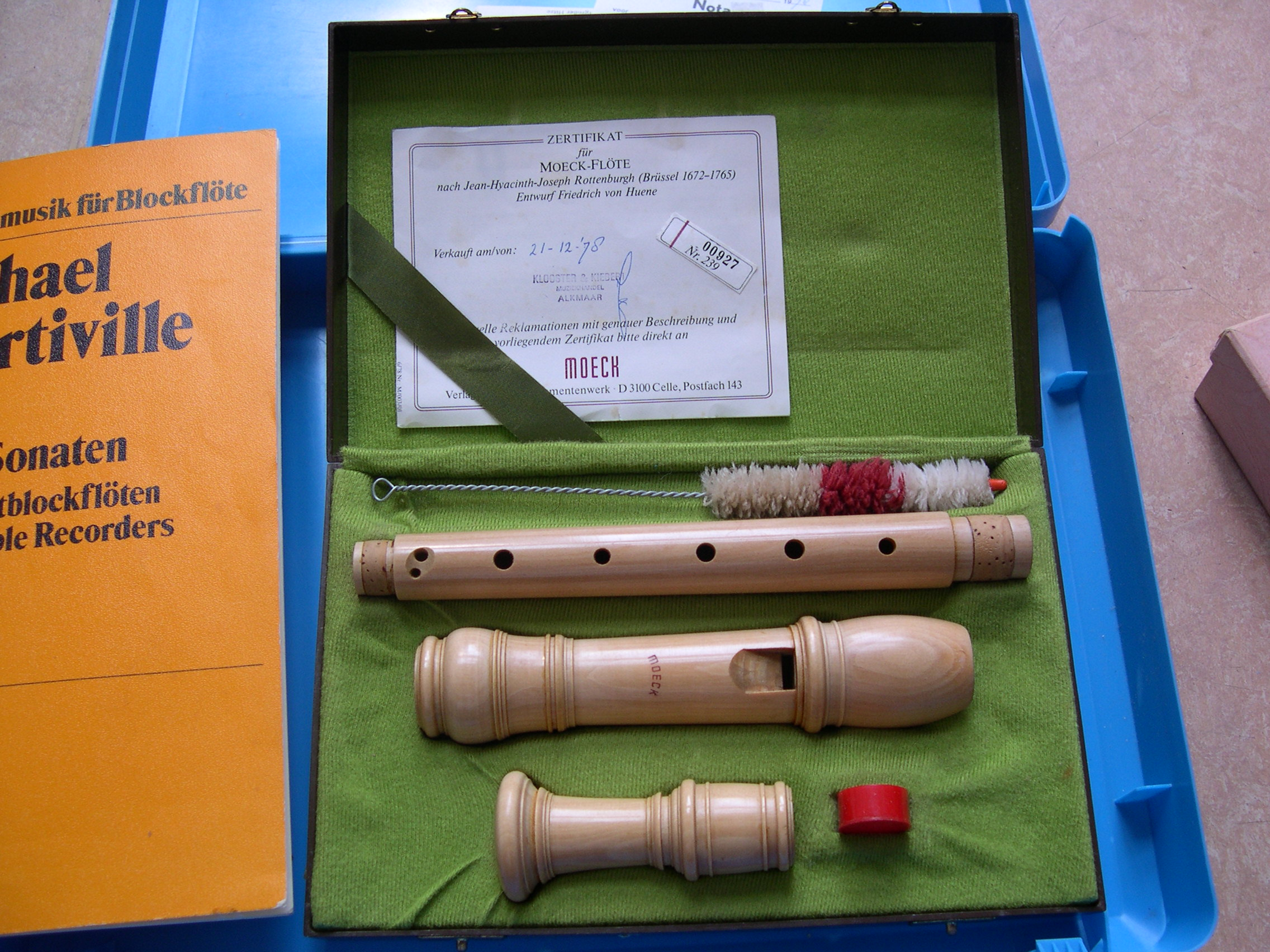
Flauta dulce fabricada por Moeck

Moeck Musikinstrumente + Verlag es un fabricante alemán de flautas dulces, y editorial de música especializada.
La compañía la fundó Hermann Moeck en 1925. en Celle. Su hijo Hermann Alexander Moeck Jr. (1922-2010) tomó el control del negocio. Desde 2010 la titular de la firma es Sabine Haase-Moeck.
Moeck produce flautas dulces para principiantes e instrumentos artesanales para solistas. La editorial se inició entre 1929 y 1930 como parte del movimiento juvenil alemán, agregándose luego instrumentos fabricados en Markneukirchen, hasta que en 1949 comenzó la producción propia.

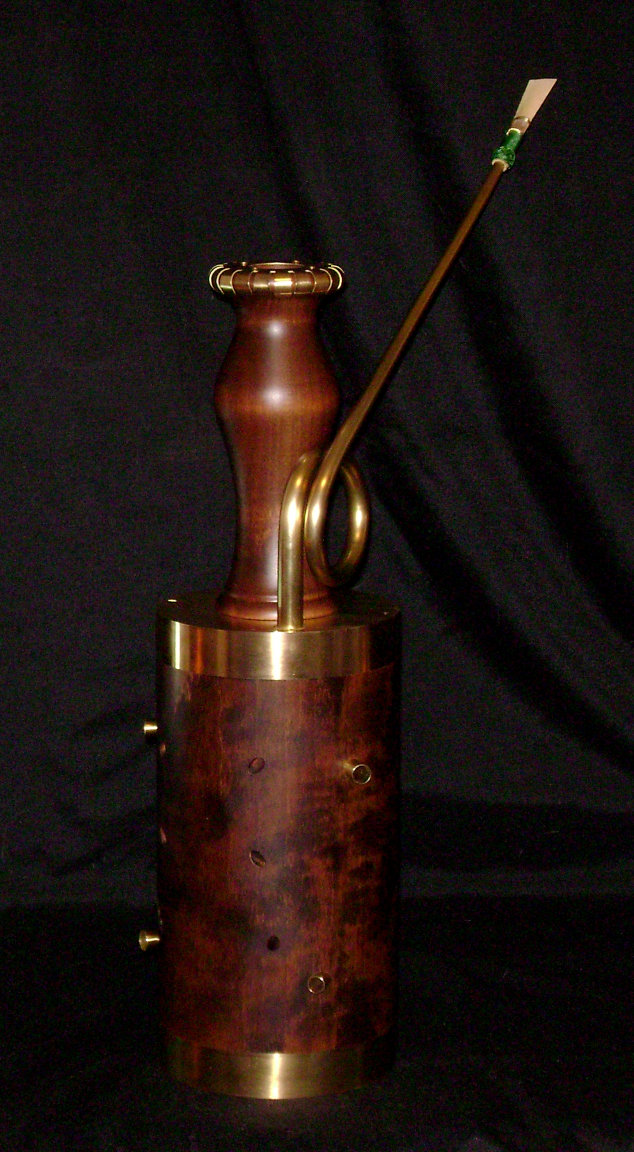
Racketta barroca fabricada hasta 2008 por Moeck

Desde 1966, durante el renacimiento de la música antigua, trabajaron con Friedrich von Huene para desarrollar el modelo Rottenburgh. Moeck también fabricó instrumentos históricos como cromornos, rauschpfeifes, chirimías, cornettos, rackettas y bajones diseñados por Otto Steinkopf, pero la producción cesó en 2008.

## Editorial
La división editorial se especializa en música para flauta dulce, y publica Tibia, un periódico sobre instrumentos de madera.

## Comercialización
Durante los últimos cuarenta años, Moeck ha ofrecido sus productos a través de The Early Music Shop, el principal vendedor mundial de instrumentos renacentistas, que es su agente exclusivo en el Reino Unido.

## Reconocimiento
Moeck está reconocida mundialmente como fabricante de flautas dulces.